# Weißer Hai
Der Weiße Hai (Carcharodon carcharias), seltener auch als Weißhai oder Menschenhai bezeichnet, ist die einzige Art der Gattung Carcharodon aus der Familie der Makrelenhaie (Lamnidae). Der Trivialname bezieht sich auf die auffällig helle Bauchfärbung der Tiere. Die Art kommt fast weltweit vor und besiedelt bevorzugt gemäßigte Küstengewässer. Als die größte Haiart, die sich nicht von Plankton ernährt, ist der Weiße Hai der größte Raubfisch; er kann auch Menschen gefährlich werden. Er ist im gesamten Verbreitungsgebiet selten; heute gilt er durch Beifang in der kommerziellen Fischerei sowie gezielte Bejagung zum Gewinn von Trophäen als im Bestand bedroht.

## Merkmale
Der Weiße Hai gehört mit einer durchschnittlichen Länge von etwa vier Metern und einer maximalen Länge von über sieben Metern zu den größten Haiarten. Die Weibchen werden deutlich größer als die Männchen, die maximal etwa fünf Meter Länge erreichen. Das Gewicht kann bis zu dreieinhalb Tonnen betragen. Der Körper ist gedrungen spindelförmig mit konisch zulaufender, stumpf endender Schnauze. Rücken und Flanken sind hellgrau bis bräunlich, seltener bläulich bis fast schwarz und weisen gelegentlich einen kupfernen Schimmer auf. Die Bauchseite ist weiß und in unregelmäßiger Linie scharf von der Flankenfärbung abgegrenzt.

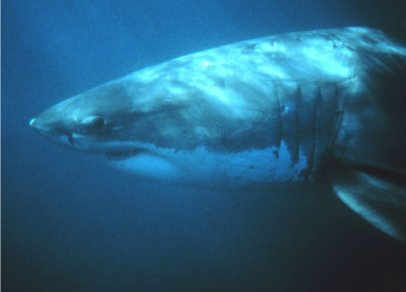
Kopf eines Weißen Hais mit den typischen schwarzen Augen, der scharfen Grenze zum weißen Bauch und den langen Kiemenschlitzen

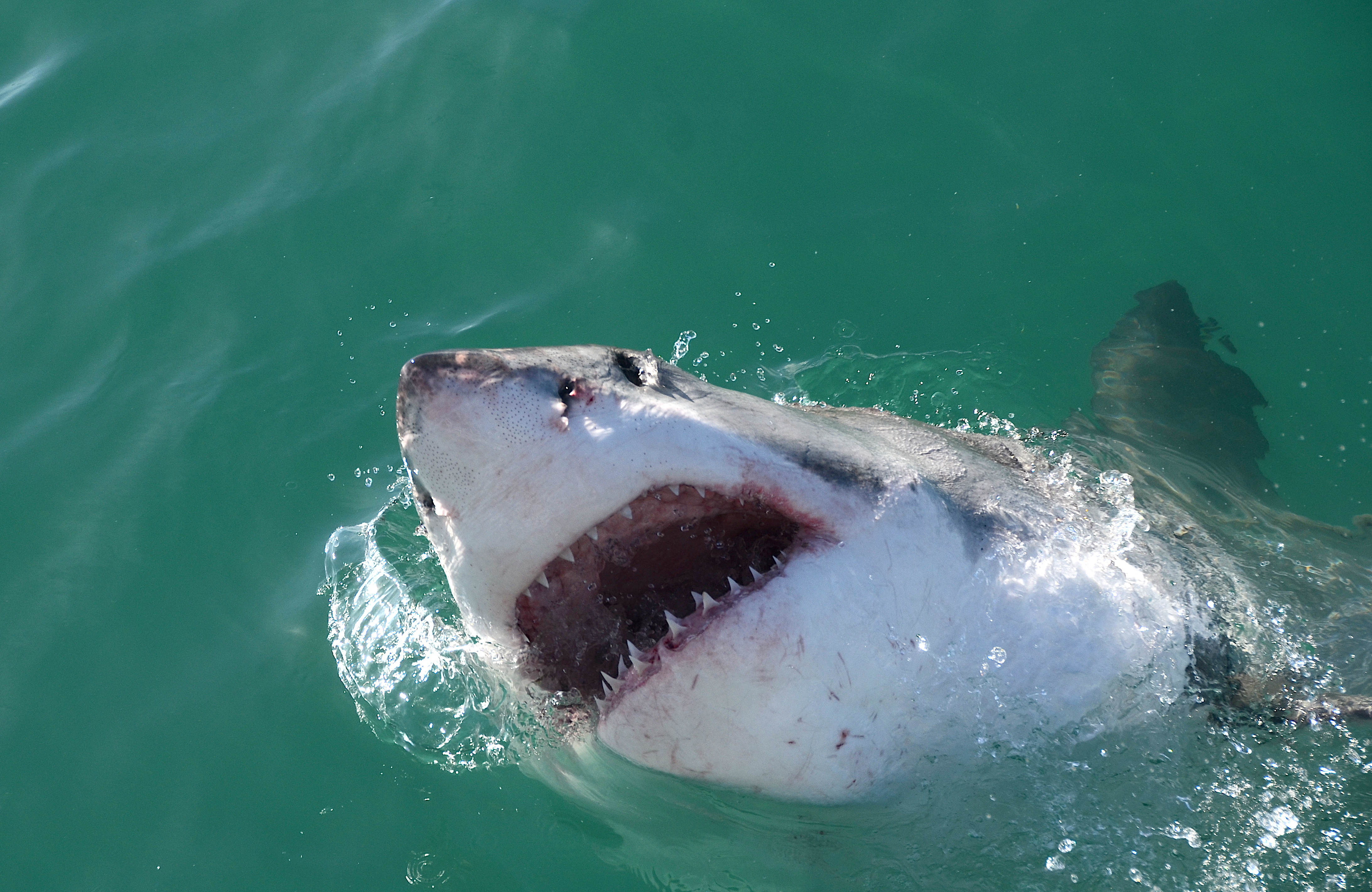
Gut zu sehen die zweite Zahnreihe eines Weißen Hais

Die Brustflossen weisen meistens, vor allem auf der Unterseite, schwarze Spitzen auf; der Körper trägt hinter ihrem Ansatz meist einen dunklen Fleck. Die Männchen weisen an den Bauchflossen Klaspern auf, die bei Jungtieren wenige Zentimeter lang sind, bei geschlechtsreifen Tieren bis zu 50 Zentimeter Länge und damit etwa 10 Prozent der Gesamtkörperlänge erreichen und durch eingelagertes Calciumcarbonat versteift sind. Die erste Rückenflosse ist groß und sichelförmig und beginnt auf Höhe des Hinterendes der ebenfalls sichelförmigen Brustflossen. Die zweite Rückenflosse beginnt vor der Afterflosse, beide sind klein. Alle Flossen sind stachellos. Ein Interdorsalkamm ist nicht ausgebildet. Der Schwanz ist seitlich deutlich gekielt und weist vor der Schwanzflosse auf Ober- und Unterseite eine grubenartige Einkerbung auf. Die Schwanzflosse ist halbmondförmig, wobei der untere Lobus fast so groß ist wie der obere.
Der Kopf weist keine Barteln oder Sinnesgruben auf. Die Nasenöffnungen sind klein. Die kleinen Augen sind vollständig schwarz, so dass die Pupille nicht klar erkennbar ist. Das Maul ist breit und lang mit kräftigen Kiefern und weist keine Labialfalten auf. Die Zähne sind breit, dreieckig, mit gesägtem Rand und stehen, wie bei allen Haien, in einem Revolvergebiss, werden also zeitlebens nachgebildet. Die aktive Zahnreihe bildet eine geschlossene Schneidekante, wobei die Zähne zur Schnauzenspitze hin größer werden. Im Oberkiefer stehen 23 bis 28 Zähne nebeneinander, im Unterkiefer 20 bis 26, die enger zusammenstehen. Die fünf Kiemenöffnungen liegen als lange Schlitze vor den Brustflossen.

## Schwimmweise und Physiologie

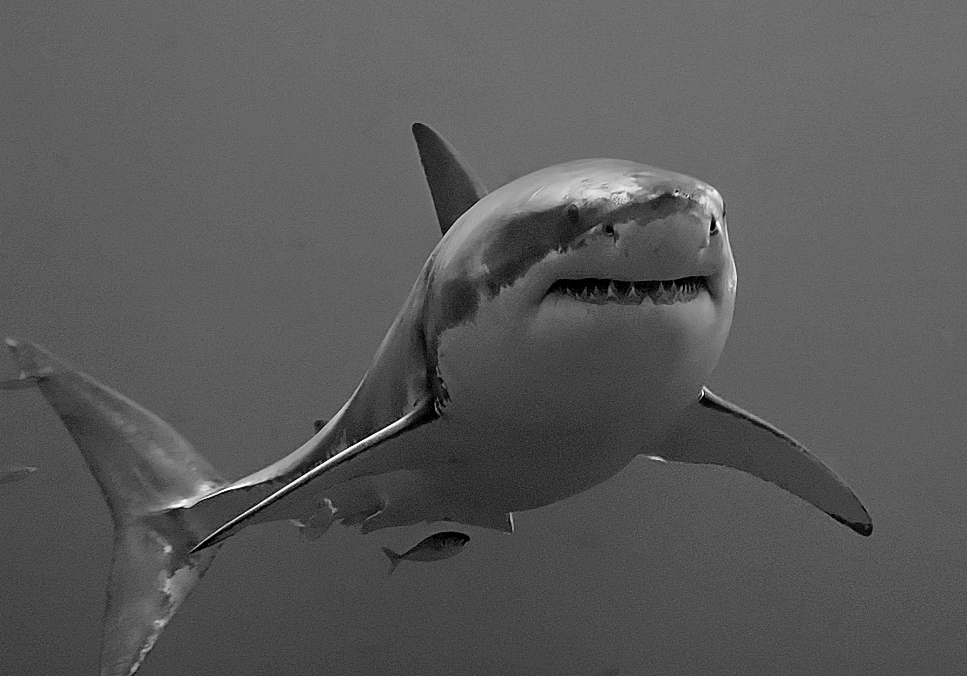
Weißer Hai bei Guadalupe

Weiße Haie sind an eine thunniforme Schwimmweise angepasst, das heißt, die Schwanzflosse dient als Hauptantrieb, während der Rumpf nahezu keine Schwingungen ausführt. Dies erlaubt sowohl langsames, ausdauerndes Schwimmen bei hoher Energieeffizienz als auch sehr schnelles Schwimmen auf kürzeren Strecken. Als Anpassungen an diesen Schwimmstil dienen die durch Kollagenfasern verstärkte große erste Rückenflosse, die die Lage des Tieres im Wasser stabilisiert, sowie die ebenfalls durch Kollagenfasern bewirkte Versteifung der Schwanzflosse und des Schwanzstiels, die ein kräftiges, elastisches Schwingen des Schwanzes zur Erzeugung von Vorwärtsschub erlauben. Muskeln im unteren Lappen der Schwanzflosse könnten dabei dazu dienen, den hydrostatischen Druck in der Flosse zu verändern und ihre Eigenschaften so an ein langsames oder schnelles Schwimmen anzupassen. Messungen an markierten Tieren wiesen auf eine Durchschnittsgeschwindigkeit von etwas über drei Kilometern in der Stunde und Tagesstrecken von etwa 80 Kilometern hin. Weiße Haie sind auch zu plötzlichen Beschleunigungen und komplizierten Manövern in der Lage, inklusive des vollständigen Springens aus dem Wasser.
Wie viele andere Makrelenhaie weisen Weiße Haie Blutgefäßnetze („retia mirabilia“) auf, die als Wärmetauscher der Thermoregulation dienen und die durch Muskelbewegung erzeugte Wärme im Körperinneren zurückhalten. So werden das Gehirn, die Augen, Muskeln und Eingeweide um etwa drei bis fünf Grad und der Magen um bis zu fünfzehn Grad über die Umgebungstemperatur erwärmt. Die hierdurch erreichte teilweise Endothermie dient wahrscheinlich dazu, die Leistungsfähigkeit der genannten Organe zu erhöhen, was insbesondere bei der Jagd auf warmblütige Beute vorteilhaft sein könnte.

## Vorkommen

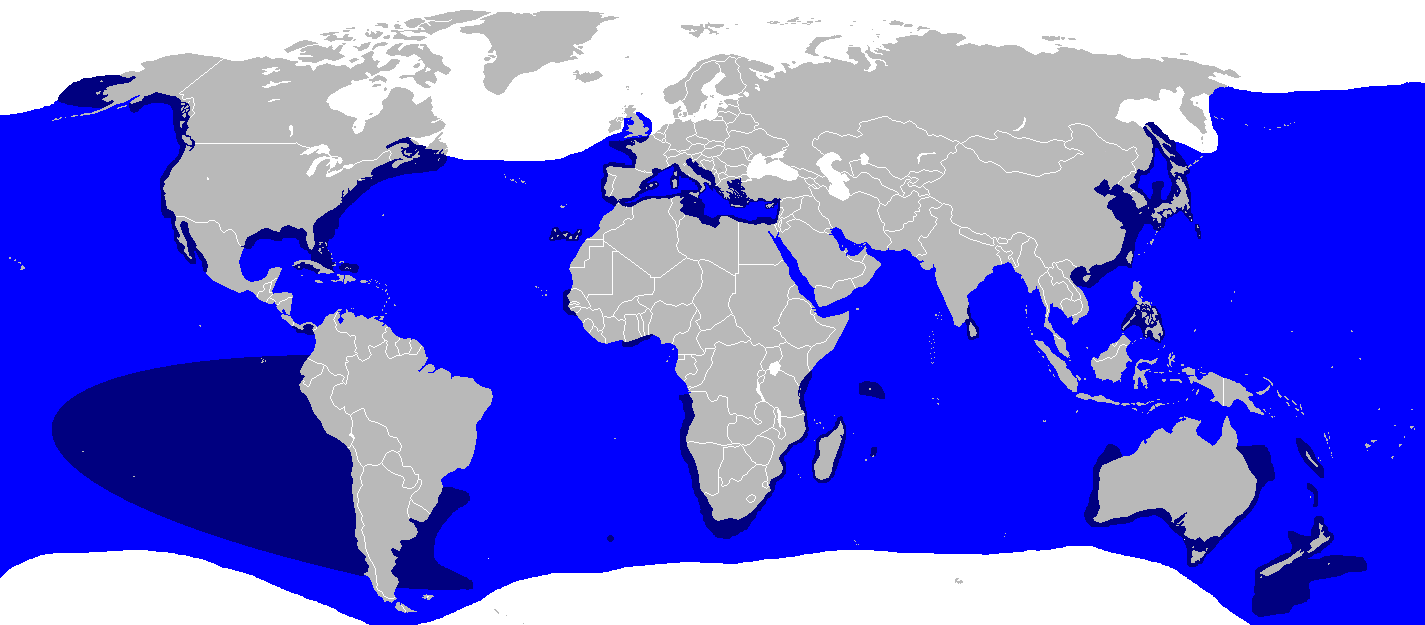
Verbreitung des Weißen Hais, Hauptvorkommen dunkelblau

Weiße Haie sind beinahe weltweit in allen Ozeanen und eingewandert im Mittelmeer verbreitet. Die Art fehlt in den kalten Gebieten um Arktis und Antarktis sowie im Schwarzen Meer und in der Ostsee. Am häufigsten wird sie in küstennahen Gewässern der gemäßigten Zone im westlichen Nordatlantik, dem Mittelmeer, vor den Südküsten Afrikas und Australiens sowie im östlichen Nordpazifik gesichtet. In den Tropen ist die Art weit verbreitet, wird aber seltener angetroffen. Im gesamten Verbreitungsgebiet ist der Weiße Hai eine eher seltene Fischart.
Die Tiere besiedeln verschiedene Habitate in nahezu allen Klimazonen. Sie halten sich häufig in Küstennähe auf und dringen auch in relativ flaches Wasser sowie Buchten, Lagunen und Häfen vor, allerdings nicht in Brackwasser oder Süßwasserbereiche. Daneben finden sie sich aber auch regelmäßig vor ozeanischen Inseln, insbesondere in der Nähe von Robbenkolonien. In den Randmeeren halten sich Weiße Haie in Wassertiefen von der Oberfläche bis zum Grund auf, dringen dabei aber nur selten bis zu den Kontinentalhängen vor. Die größte Wassertiefe, aus der ein Weißer Hai gefangen wurde, betrug 1280 Meter. Etwa 90 Prozent ihrer Zeit verbringen die Tiere entweder innerhalb von etwa 5 Metern unter der Wasseroberfläche oder in Tiefen von 300 bis 500 Metern, während sie sich nur selten in mittleren Wassertiefen aufhalten.
Bei mit Sendern versehenen Weißen Haien wurden in den Gewässern um Neuseeland vereinzelt Tieftauchgänge von über 1000 Metern nachgewiesen.
Genetische Analysen weisen darauf hin, dass die Weibchen eher standorttreu sind, während hauptsächlich die Männchen zum Teil Tausende Kilometer lange Wanderungen unternehmen und so für die Durchmischung der Populationen sorgen.

## Lebensweise

### Sozialverhalten

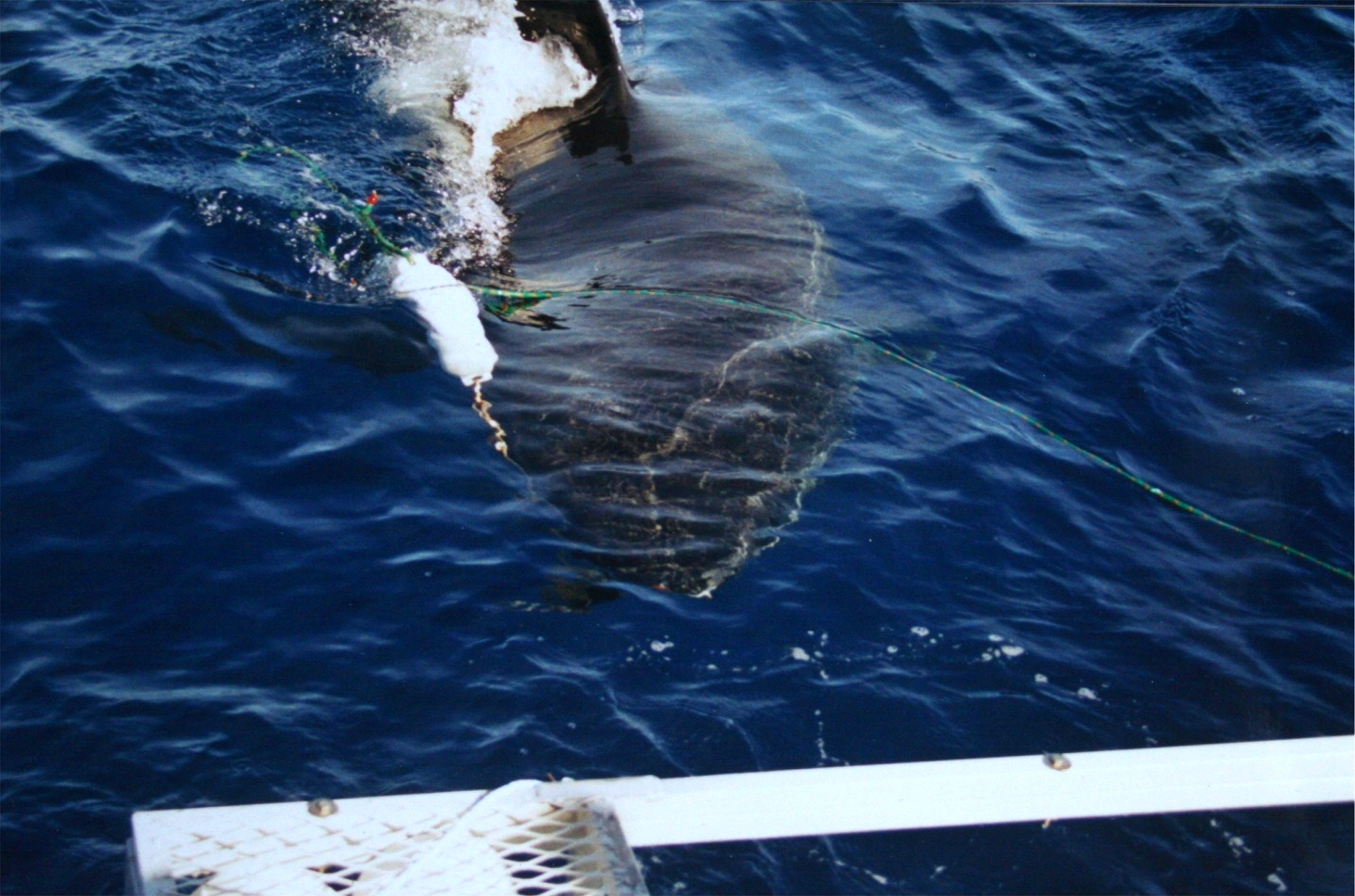
Weißer Hai beim Untersuchen eines Tauchkäfigs zur Haibeobachtung

Weiße Haie treten meist einzeln oder paarweise auf, finden sich aber gelegentlich auch zu größeren Gruppen aus zehn oder mehr Tieren zusammen, wobei es Hinweise auf Jahreszeit- und Temperaturabhängigkeiten solcher Ansammlungen gibt. Das Sozialverhalten ist wenig untersucht, scheint aber ähnlich komplex wie bei besser untersuchten Arten zu sein. Die Kommunikation findet vor allem über Schwimmbewegungen statt, da Haie aufgrund der Unfähigkeit zur Lautproduktion und der relativ starren Körperform kaum andere Möglichkeiten haben, Signale zu geben. So wurden paralleles Schwimmen zweier Tiere, gegenseitiges Umkreisen, Aufeinander-Zuschwimmen und Ausweichen, sowie Schwimmen mit buckelartig erhobenem Rücken und angelegten Brustflossen beobachtet. Letzteres könnte wie bei anderen Haien Teil eines Drohverhaltens gegenüber Artgenossen darstellen. Ebenfalls als Drohverhalten wurden das Schlagen mit dem Schwanz auf die Wasseroberfläche sowie ein Öffnen des Mauls und Vorschieben der Kiefer beschrieben. Beides wird häufig beim Fressen gegenüber Artgenossen, aber auch gegenüber Menschen und Gegenständen wie Booten gezeigt. Diese Verhaltensweisen könnten beim Etablieren einer Rangordnung eine Rolle spielen, wie sie wahrscheinlich beim gemeinsamen Fressen eingehalten wird. Die Tiere sind allgemein neugierig und können oft dabei beobachtet werden, menschliche Aktivitäten zu untersuchen oder, häufig in der Nähe von Booten, den Kopf aus dem Wasser zu strecken.

### Ernährung und Jagd

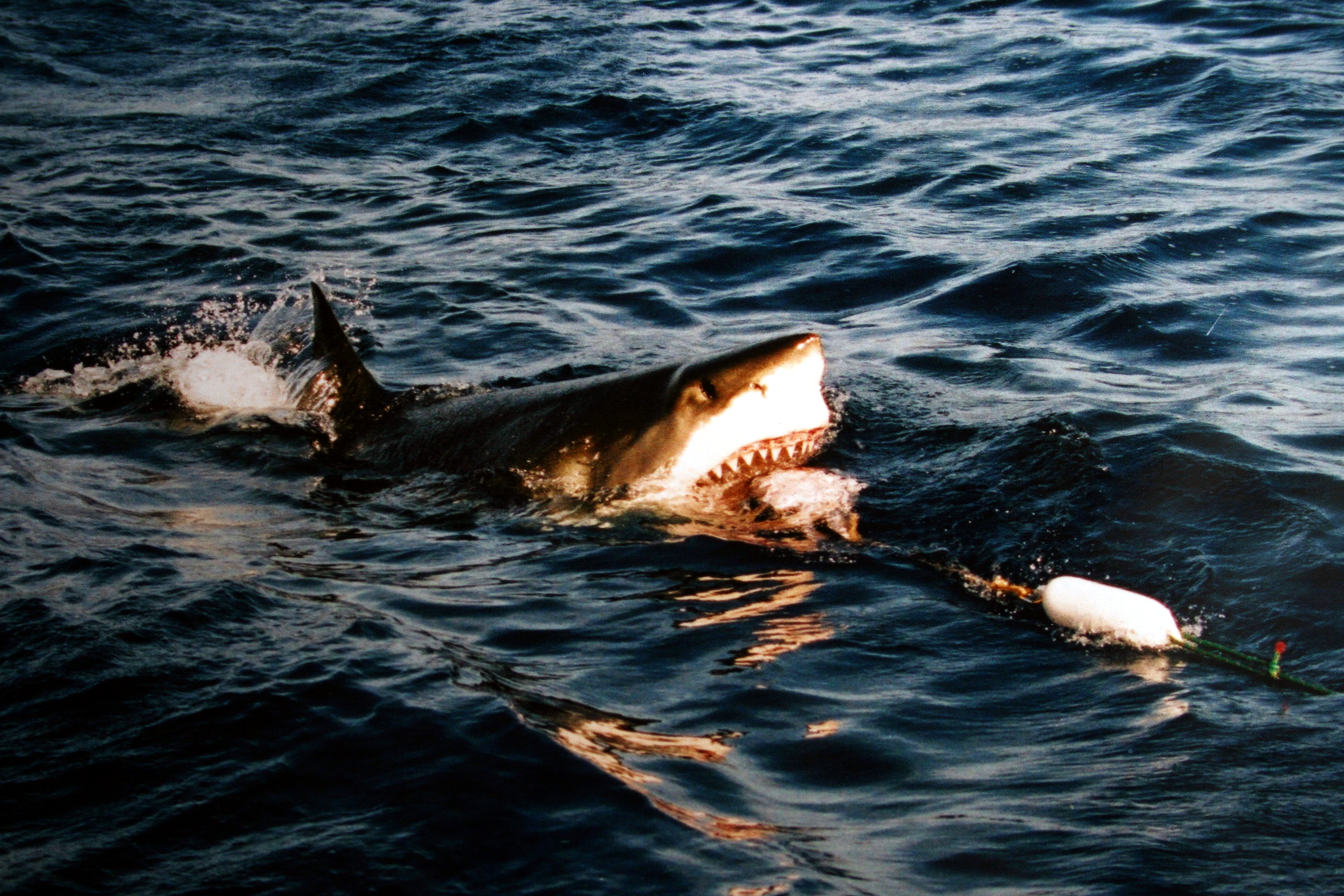
Weißer Hai beim Schnappen nach einem Köder

Weiße Haie sind Prädatoren, die einen großen Teil ihrer Nahrung durch aktive Jagd gewinnen, daneben aber auch opportunistisch Aas annehmen. Die Zusammensetzung der Nahrung variiert abhängig von der Verfügbarkeit von Beutetieren stark. Angegriffene Beutetiere sind dabei fast immer kleiner als der angreifende Hai. Bei den erbeuteten Wirbellosen handelt es sich um Tintenfische, andere Mollusken und große Krebstiere. Das Spektrum der von Weißen Haien gefressenen Knochenfische umfasst sowohl bodenbewohnende als auch das freie Wasser besiedelnde Arten von kleinen Schwarmfischen bis zu Thunfischen und Schwertfischen. Gruppen Weißer Haie versammeln sich dabei in Gegenden, in denen Fischschwärme gehäuft auftreten. Schließlich werden auch Knorpelfische wie Haie, Rochen und Chimären gefressen. Kannibalismus tritt offenbar selten oder nie auf, obwohl gelegentlich vom Menschen gefangene oder verwundete Artgenossen angegriffen werden. Meeresschildkröten machen einen geringen Anteil der Beute aus. Seevögel werden teilweise gefressen, häufig aber auch nur geschnappt und wieder freigelassen oder auch getötet, ohne verschlungen zu werden. Vor allem große Weiße Haie mit über drei Metern Länge bejagen auch Meeressäugetiere, von Seeottern und kleineren Robben über See-Elefanten und kleine Zahnwale bis zu Grauwalkälbern. Bei manchen Individuen scheinen Robben einen Großteil der Beute auszumachen, wobei in den Mägen gefangener Tiere meist auch andere, häufig kleinere Beutetiere gefunden werden. Bei Gelegenheit können auch die Kadaver verendeter Großwale einen bedeutenden Anteil an der Ernährung ausmachen.

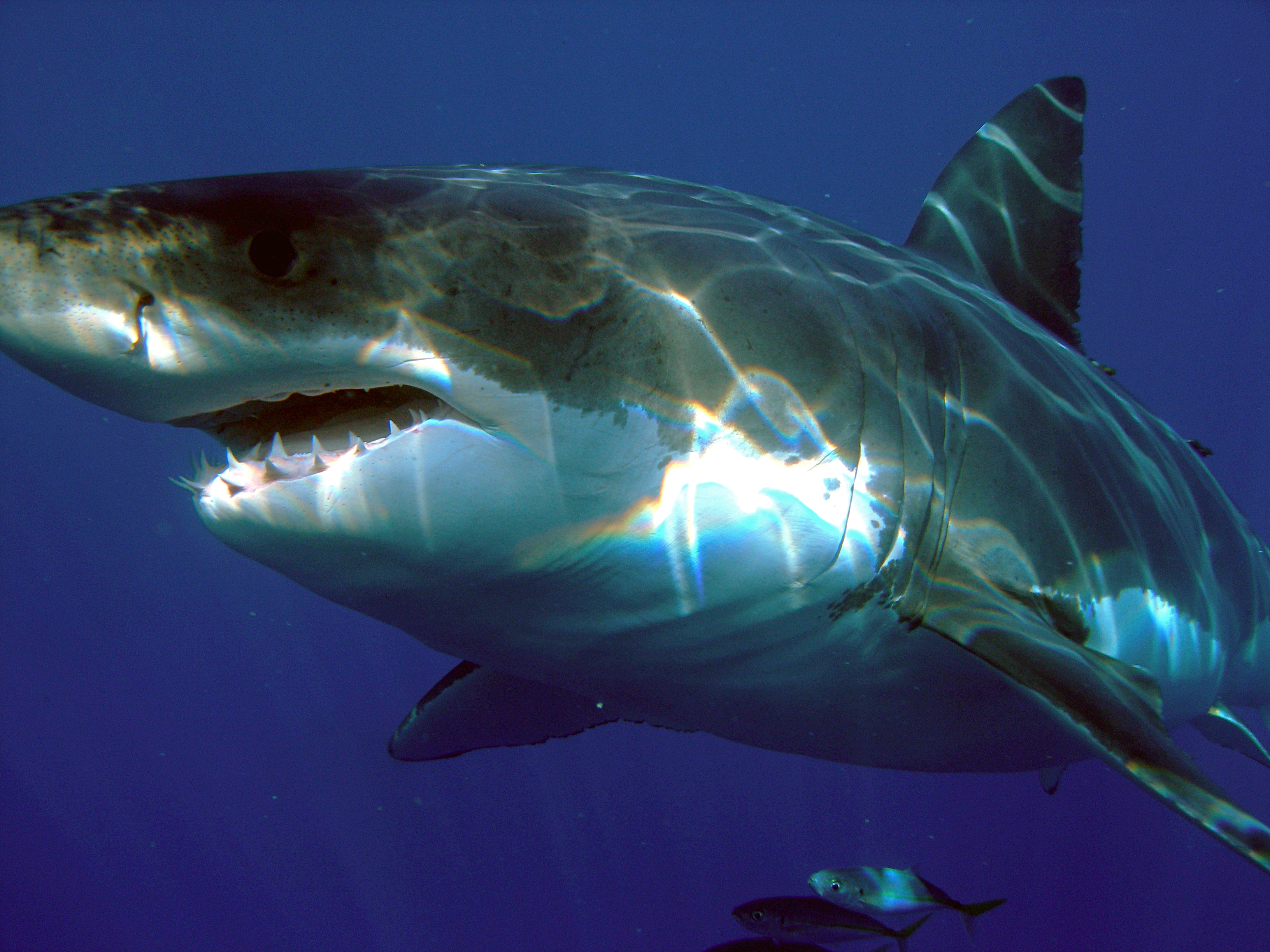
Kopf eines Weißen Hais mit teilweise geöffnetem Maul und gut sichtbarem Gebiss

Die Augen des Weißen Hais weisen eine gut ausgebildete Fovea centralis mit Zapfen auf, sodass die Tiere gute Sehschärfe und Farbensehen besitzen. Daher wird angenommen, dass sie vorwiegend tagsüber jagen und ihre Beutetiere per Sicht auswählen. Untersuchungen an mit Ultraschallsendern ausgestatteten Tieren zeigten, dass sie bei der Beutesuche meist längere Zeit langsam nahe der Wasseroberfläche oder am Grund schwimmen, wobei ihre zweiteilige Färbung wahrscheinlich sowohl bei der Ansicht von oben als auch von unten als Tarnung dient (Konterschattierung). Die Tiere jagen dabei einzeln und ohne offensichtliche Jagdterritorien. Mögliche Angriffsbewegungen wurden meist tagsüber, in manchen Fällen aber auch nachts beobachtet. Die Abstände zwischen den Jagden können dabei mehrere Tage betragen. Berechnungen weisen darauf hin, dass eine große Robbe den Energiebedarf eines Tieres für bis zu eineinhalb Monate decken könnte.
Kleinere Beutetiere werden ganz geschluckt, größere dagegen durch einen Biss getötet oder so schwer verwundet, dass sie fluchtunfähig verbluten oder am Schock sterben. Computersimulationen zur Biomechanik des Bisses weisen darauf hin, dass ein 200 bis 400 kg schwerer Weißer Hai eine Bisskraft von etwa 3.000 bis 5.000 Newton und ein 3,5 Tonnen schweres Tier eine solche von über 18.000 Newton entwickeln könnte. Dies entspricht der Gewichtskraft einer Masse von 300 bis 500 kg beziehungsweise 1,8 Tonnen und wäre damit die höchste Bisskraft aller heutigen Tiere.

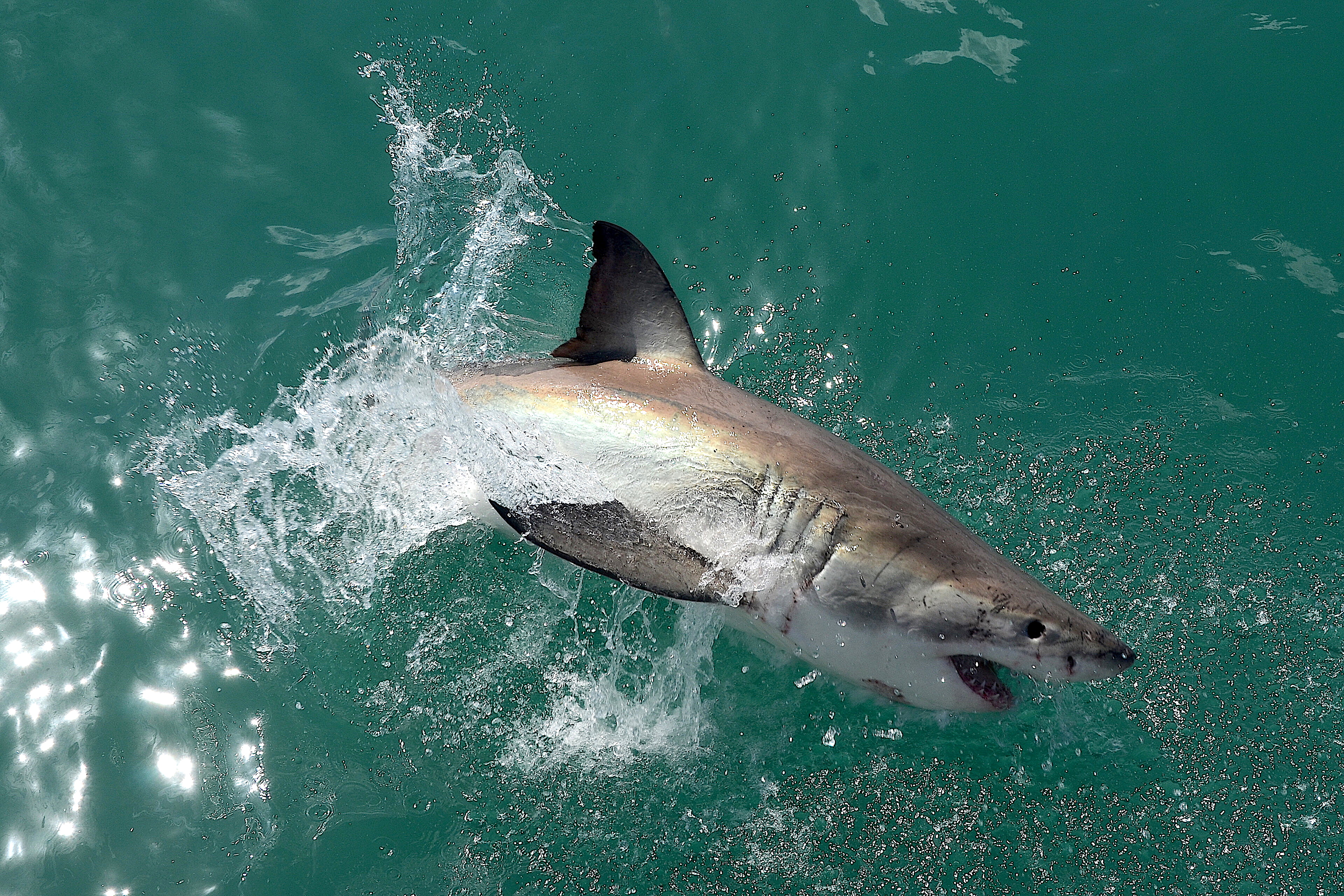
Sprung aus dem Wasser bei der Attacke auf Beute nahe Gansbaai in Südafrika

Am besten untersucht sind Angriffe auf Robben. Meist werden dabei nahe der Wasseroberfläche schwimmende Tiere von unten attackiert, wobei der Schwung beim Angriff den Hai oft teilweise oder vollständig aus dem Wasser hebt. Verfehlt der Hai die Beute beim ersten Angriff, verfolgt er sie an der Wasseroberfläche. Dabei sinkt die Wahrscheinlichkeit eines Jagderfolgs mit der Zeit deutlich. Nach einem Biss wird häufig gewartet, bis das Beutetier geschwächt ist. Die Tötung geschieht meist nach Annäherung von hinten durch einen kräftigen, seitlich ausgeführten Biss, bei dem der Hai die Augen im Sockel nach hinten dreht – möglicherweise, um sie vor Verletzung zu schützen. Die Beute wird meist an Ort und Stelle an der Wasseroberfläche gefressen, vor allem bei Anwesenheit anderer Haie aber auch abtransportiert, in der Tiefe gefressen oder aufgegeben.
Der einzige bekannte natürliche Feind ausgewachsener Weißer Haie ist der Schwertwal (Orcinus orca).

### Fortpflanzung und Entwicklung

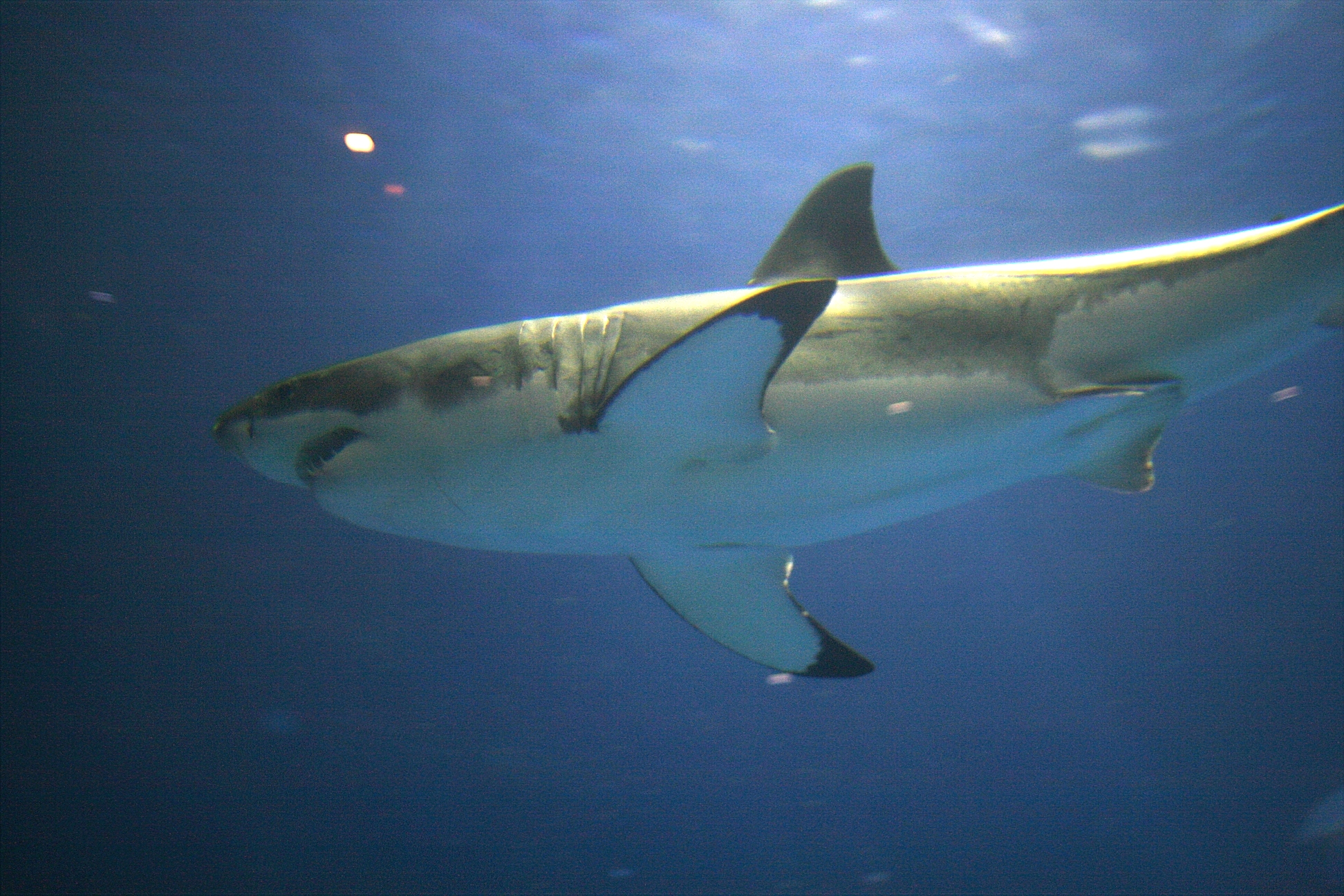
Männlicher Weißer Hai im Monterey Bay Aquarium

Männliche Weiße Haie erreichen im Alter von 26 Jahren die Fortpflanzungsfähigkeit und weibliche Weiße Haie die Geschlechtsreife weitere sieben Jahre später, mit 33 Jahren. Über das Paarungsverhalten ist so gut wie nichts bekannt; an ausgewachsenen Weibchen gefundene leichte Bissmarken an den Brustflossen weisen aber darauf hin, dass die Männchen sich bei der Paarung hier an den Weibchen festhalten, wie es bei anderen Haiarten beobachtet wurde. Die 2 bis 14 Jungtiere schlüpfen bereits im Mutterleib aus den Eiern (Ovoviviparie) und ernähren sich vor der Geburt durch von der Mutter produzierte Nähreier (Oophagie). Die Tragzeit ist unbekannt, wird aber auf ein Jahr oder länger geschätzt. Die Geburt findet in warmgemäßigten Küstengebieten statt. Die Jungtiere weisen zu diesem Zeitpunkt eine Länge von 120 bis 150 cm und ein Gewicht von 26 bis 32 kg auf, magern aber zunächst während des Erlernens der Jagd auf etwa die Hälfte ihres Geburtsgewichts ab. Das dokumentierte Höchstalter der Männchen liegt bei 73 Jahren, bei Weibchen bis zu 40 Jahren. Damit gehören die Weißen Haie zu den langlebigsten Knorpelfischen überhaupt.

## Systematik und Evolution

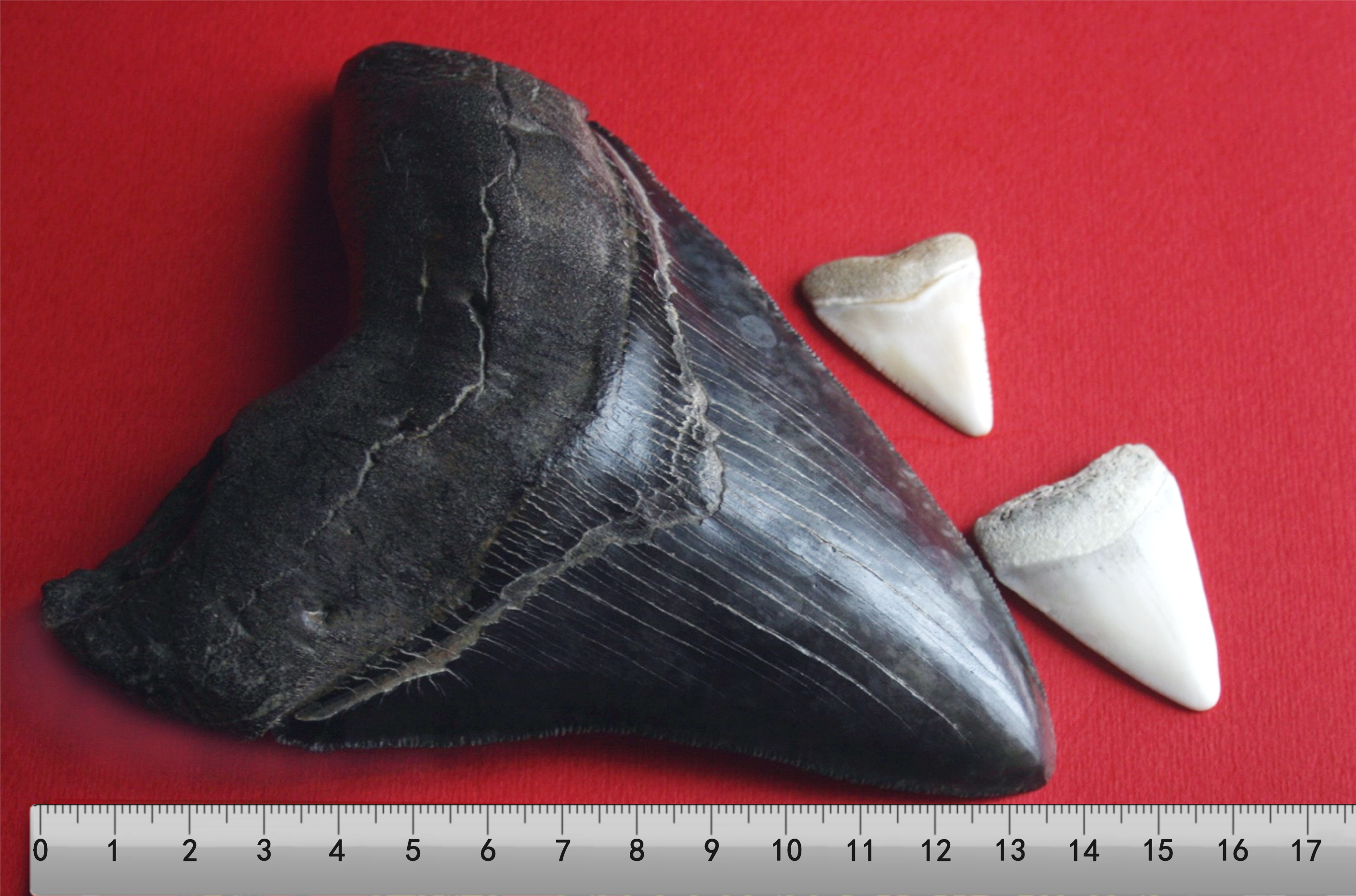
Größenvergleich eines fossilen Megalodon-Zahns mit Zähnen eines Weißen Hais

Der Weiße Hai wurde zuerst 1758 von Carl von Linné als Squalus carcharias wissenschaftlich beschrieben, später aber von Smith in die monotypische Gattung Carcharodon gestellt. Diese wird meist zusammen mit den Makohaien (Isurus) und den Heringshaien (Lamna) in die Familie der Makrelenhaie (Lamnidae) gestellt. Manche Autoren grenzen Carcharodon allerdings von diesen beiden Gattungen ab und definieren für ihn die eigene Familie der Carcharodontidae. Molekularbiologische Untersuchungen weisen darauf hin, dass der Weiße Hai näher mit den Makohaien als mit den Heringshaien verwandt ist, und sich die beiden Gattungen im Paläozän oder Eozän getrennt haben. Der Chromosomensatz des Weißen Hais besteht aus 41 Paaren (2n = 82).
Da die Knorpelskelette von Haien selten vollständig versteinern, ist die Gattung Carcharodon fossil vor allem durch Zahnfunde bekannt, deren älteste aus dem mittleren Paläozän vor etwa 60 Millionen Jahren stammen. In der ursprünglich wahrscheinlich fischfressenden Gattung trat eine zunehmende Spezialisierung auf Meeressäugetiere und eine Aufspaltung in zwei Linien auf. Eine Linie mit auffällig großen Zähnen (englisch „megatooth sharks“) besiedelte vorwiegend wärmere Gewässer und brachte als letzte Art den bis zu 17 Meter langen Megalodon (Otodus megalodon oder Carcharocles megalodon) hervor. Von der Linie mit kleineren Zähnen stammt wahrscheinlich der heutige Weiße Hai ab. Die ältesten diesem zugeordneten fossilen Zähne wurden in etwa elf Millionen Jahre alten Schichten des oberen Miozäns in Kalifornien gefunden.
Manche Autoren teilen die Carcharodon-ähnlichen fossilen Arten in mehrere Gattungen auf. So weist der Fund eines vier Millionen Jahre alten Carachodon-Fossils in Peru, bei dem auch ein Großteil des Skeletts erhalten ist, darauf hin, dass die Abstammungslinie des Weißen Hais näher mit den Makohaien als mit den „megatooth sharks“ verwandt ist und die beiden Linien ihre außergewöhnliche Größe unabhängig voneinander entwickelten.
Im Februar 2019 entschlüsselten Forscher der Nova Southeastern University das Erbgut des Weißen Hais vollständig. Die Größe des Genoms liegt bei 4.63 Gbp (Giga-Basenpaare), rund eineinhalb mal größer als das des Menschen. Die Forscher erhoffen sich, mithilfe des Erbguts mehr über genetische Abwehrmechanismen herauszufinden, wovon vor allem die Krebsforschung profitieren soll.

## Weißer Hai und Mensch

### Bedrohung und Schutz (des Hais)
Ausgewachsene Weiße Haie haben kaum natürliche Feinde, auch wenn sie von anderen großen Haiarten und Schwertwalen gelegentlich als Nahrungskonkurrenten angegriffen werden. Aufgrund ihrer Seltenheit wird die Art nicht gezielt kommerziell befischt, aber häufig als Beifang gefangen. Das Fleisch kann frisch, gesalzen oder geräuchert verzehrt werden, wobei es jedoch zu schweren Vergiftungen kommen kann, die wahrscheinlich auf die hohen Konzentrationen an Trimethylaminoxid und Quecksilber im Gewebe zurückzuführen sind. Die Flossen werden im asiatischen Raum für Haifischflossensuppe und in der traditionellen Medizin verwendet. Die Haut kann zu Leder verarbeitet, aus der Leber Öl gewonnen werden. Von Sportfischern wird die Art auf Grund ihrer Größe bejagt. Zwar werden die gefangenen Tiere heute meist wieder freigelassen, ihr Zustand dabei ist allerdings häufig schlecht, so dass ihr weiteres Schicksal oft ungewiss ist. Daneben existiert eine gezielte Bejagung zur Gewinnung von Trophäen. Als solche dienen besonders Zähne, Gebisse und ausgestopfte Tiere, die für mehrere tausend Dollar gehandelt werden. Eine weitere Gefährdung stellen die Haischutzmaßnahmen an Badestränden dar, die gelegentlich gezielte Tötungen einschließen, aber auch Haischutznetze, in denen die Tiere sich verfangen und verenden können.
Der Weiße Hai gilt wegen seiner Seltenheit, der späten Geschlechtsreife sowie der geringen Nachkommenzahl als gefährdet. Genaue Bestandszahlen sind nicht bekannt, Schätzungen gehen davon aus, dass die Bestände im Nordatlantik zwischen 1986 und 2000 um 59 bis 89 Prozent abgenommen haben. Im Mittelmeer wurde zwischen 1913 und 2012 eine Abnahme der mittleren Körperlänge gefunden, was auf einen Rückgang der Population hindeutet. Strenge Schutzvorschriften für die Art bestehen in Südafrika, Namibia, Florida und Kalifornien, allerdings gelten lokale Schutzvorschriften wegen der von den Tieren unternommenen weitreichenden Wanderungen als wenig effektiv. In der Roten Liste gefährdeter Arten der IUCN wird sie als „vulnerable“ (gefährdet) gelistet, eine Einstufung als „endangered“ (stark gefährdet) wird erwogen. Im Washingtoner Artenschutzübereinkommen wird sie in Anhang II aufgeführt. Manche Wissenschaftler nehmen an, dass die Art zumindest in manchen Regionen bereits biologisch ausgestorben ist, d. h. die vorhandenen Populationen sind nicht mehr in der Lage, sich zu erholen.
Nach fünf tödlichen Haiangriffen innerhalb eines Jahres kündigte im September 2012 die Regierung von Western Australia an, die Jagd und Notschlachtung von Weißen Haien an der Küste des Bundesstaates zu erlauben. Die Maßnahme wurde von Naturschützern als „Hollywood-Reaktion“ kritisiert.

### Angriffe auf Menschen

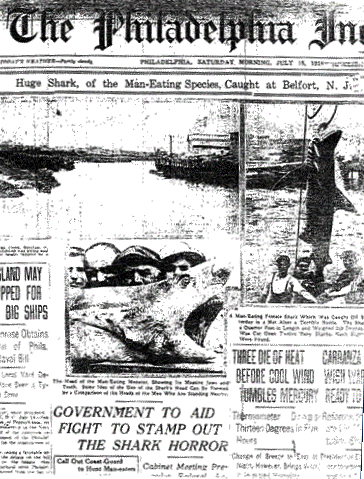
Bericht über die Haiangriffe von New Jersey 1916 im Philadelphia Inquirer

Wegen seiner Größe, Kraft und Aggressivität gilt der Weiße Hai als für den Menschen gefährlich und ist nach mehreren Studien die am häufigsten für Angriffe auf Menschen verantwortliche Haiart. Manche Autoren gehen allerdings davon aus, dass hierbei häufig andere Arten wie der Bullenhai mit dem bekannteren Weißen Hai verwechselt werden. Weltweit kommt es pro Jahr durchschnittlich zu drei bis sieben nicht provozierten Angriffen, von denen etwa 20 Prozent tödlich enden. Zu den meisten Angriffen kommt es vor den Küsten Kaliforniens, Südafrikas, Südaustraliens und Japans. Gelegentlich werden auch Boote durch Bisse oder Rammen angegriffen und mitunter versenkt. Am häufigsten werden Surfer und Schwimmer in dunkler Kleidung an der Wasseroberfläche angegriffen, häufig in Ufernähe oder an Flussmündungen und in der Nähe von Robbenkolonien. Der Hai greift dabei meist überraschend von unten oder hinten kommend mit einem einzelnen Biss an, der zu schweren Verletzungen führen kann. Selten wird das Opfer weiter angegriffen oder gefressen, so dass eine Rettung, vor allem mit der Hilfe begleitender Personen, meist möglich ist. Aus diesen Gründen wird angenommen, dass eine Verwechslung des Menschen mit Robben die Angriffe auslöst. Allerdings beobachten Weiße Haie Schwimmer und Taucher oft auch, ohne anzugreifen, und Angriffe bestehen oft aus einem leichten Zugreifen und Festhalten im Gegensatz zu den gegen Beutetiere gerichteten kräftigen Tötungsbissen. Das Verhalten gegenüber Menschen wurde deshalb auch als Untersuchung aus Neugier oder agonistisches Verhalten interpretiert.
Forschungen an der Macquarie University, Australien ergaben 2024, dass ein Brett mit robbenförmiger Silhouette (am Tag) hinter einem Boot gezogen, weniger von Weißen Haien angegriffen werden, wenn es nach unten leuchtende LED-Streifen quer zur Längsachse aufweist. Eine ähnliche Ausstattung von Surfboards oder Kajaks könnte helfen sie vor Angriffen durch Haie zu schützen.

### Kulturelle Rezeption
Das Bild des Hais in der westlichen Gesellschaft wurde maßgeblich durch die Haiangriffe an der Küste von New Jersey (1916) beeinflusst, die möglicherweise auf einen jungen weiblichen Weißen Hai zurückgingen. Diese Vorfälle inspirierten auch den Roman Der weiße Hai (im englischen Original Jaws: Kiefer, Maul) von Peter Benchley, der 1975 von Steven Spielberg unter dem gleichen Namen verfilmt wurde. Der Hai tritt im Buch als Sinnbild der menschenfeindlichen Natur auf, die im Widerstreit auch die Aggression des Menschen weckt. In dieser Form ersetzt der Hai den traditionell in dieser Rolle porträtierten Wal, wie er in Herman Melvilles Roman Moby Dick erscheint. Insbesondere in der Verfilmung wird der Weiße Hai zum Archetypus des tierischen Filmmonsters, das Menschen gezielt aus überlegener Position angreift und tötet. Der Film löste bei Zuschauern gesteigerte Angst vor Haien aus, die zu gezielten Haitötungen führte. Er weckte aber auch bei Abenteurern den Wunsch, sich mit dem vermeintlichen Monster zu messen. Im Gegensatz zur westlichen Sicht stehen Haie bei Völkern des Pazifikraums in hohem Ansehen; auf den Fidschi-Inseln dienen sie als Stammessymbole. In den letzten Jahren bemühen sich Umweltschutzorganisationen und Einzelpersonen, das westliche Bild der Haie allgemein und des Weißen Hais im Besonderen zu verbessern. Hierzu gehört auch Peter Benchley, der nach weiteren Recherchen mehrere Bücher zum Hai- und Meeresschutz schrieb und die Folgen von Jaws bereute:

“[T]he shark in an updated Jaws could not be the villain; it would have to be written as the victim, for, worldwide, sharks are much more the oppressed than the oppressors.”

„In einem aktualisierten Jaws könnte der Hai nicht den Bösewicht darstellen, er müsste als das Opfer beschrieben werden, denn weltweit sind Haie viel häufiger die Unterdrückten als die Unterdrücker.“

### Weiße Haie als Attraktion

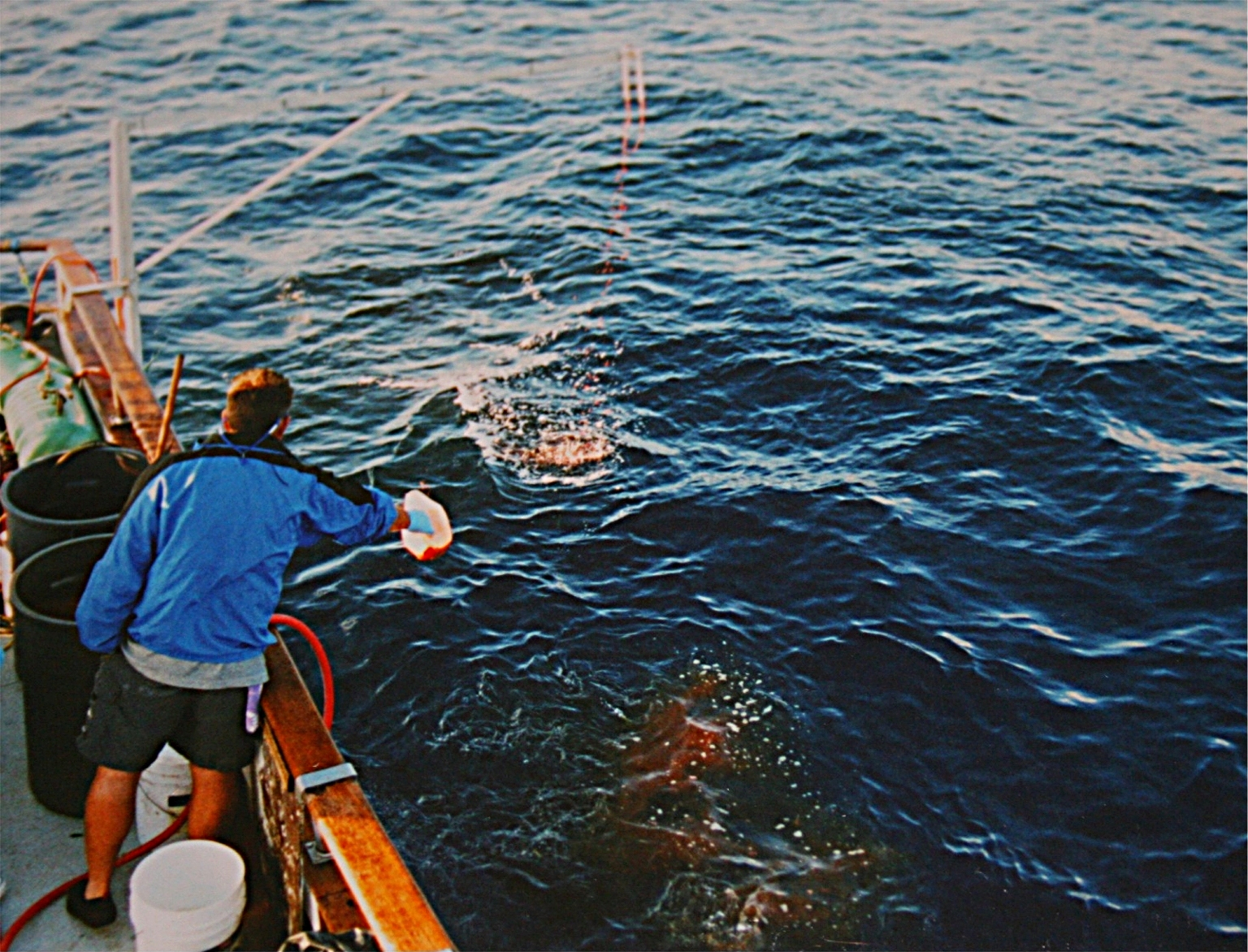
Chumming – Anlockung von Haien durch Fleisch und Blut

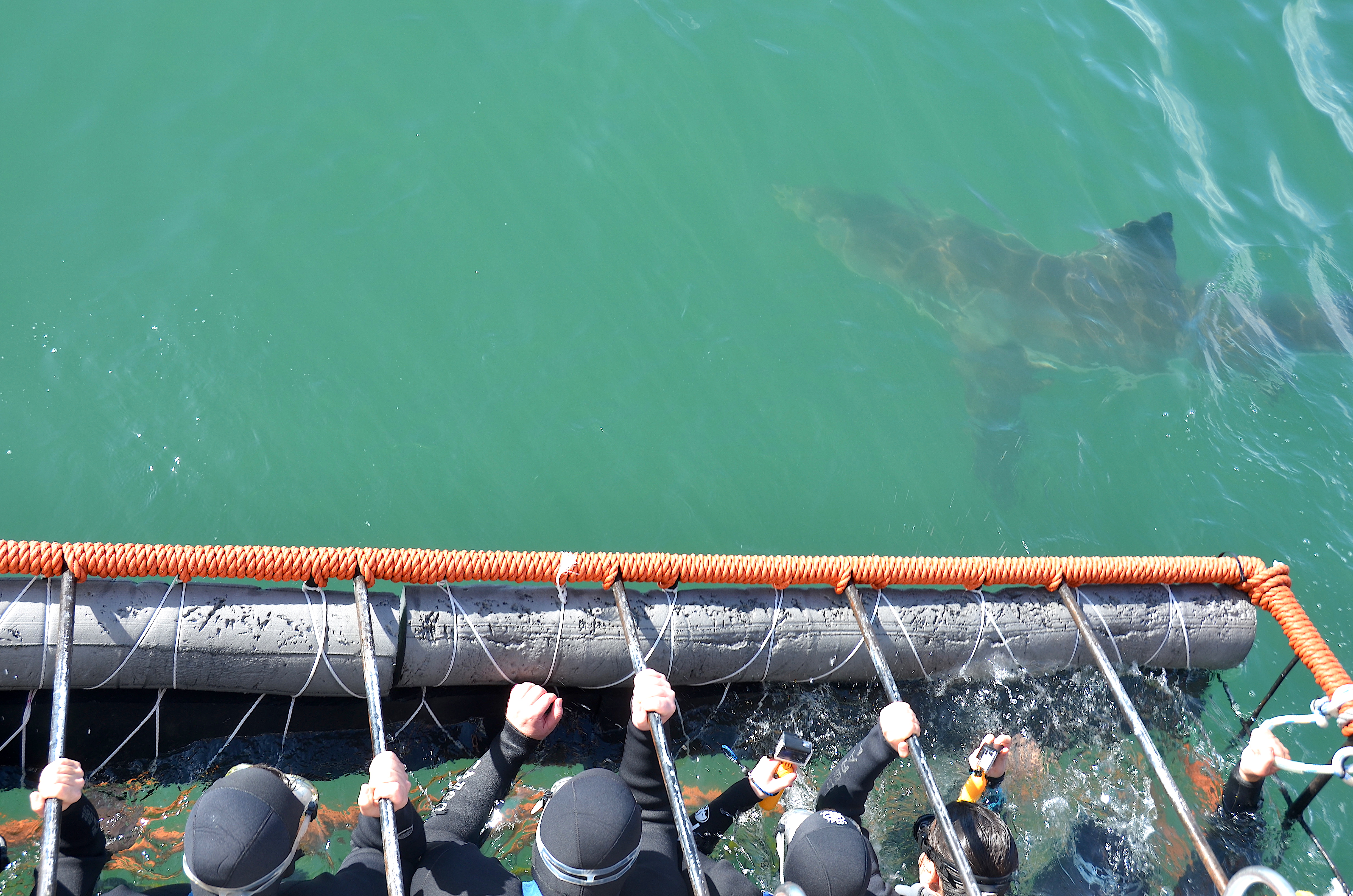
Käfigtauchen mit Weißen Haien bei Gansbaai in Südafrika (2015)

Die Popularität des Weißen Hais erzeugt auch einen großen Schauwert der Tiere. So erhalten Angriffe durch Weiße Haie bis heute oft Aufmerksamkeit durch die Medien. Daneben sind die Tiere beliebte Objekte bei Tierfilmern, und ihre Beobachtung in freier Wildbahn durch Taucher und Schnorchler wird, vor allem in Australien und bei Kapstadt/Südafrika, seit einigen Jahren touristisch vermarktet. Das Anfüttern und Anlocken von Haien durch ins Wasser eingebrachtes Fleisch und Blut (Chumming) ist in Kalifornien allerdings seit 1994 verboten, da befürchtet wurde, dass dies Menschen und Haie gefährden könnte.
In Aquarien gehaltene Weiße Haie sterben meist nach wenigen Tagen durch das beim Fang erlittene Trauma und verweigerte Nahrungsaufnahme. Im Monterey Bay Aquarium gelang mehrmals die Haltung junger Weißer Haie, die nach bis zu 198 Tagen im Aquarium mit Sendern versehen wieder freigelassen wurden. Das Monterey Bay Aquarium sieht die Zurschaustellung von Weißen Haien sowie die Präsentation seiner Forschungsprojekte als Beitrag, die Tiere zu entmythisieren und das Verständnis für die Art zu fördern.

## Belege